# Чемпіонат Європи з водних видів спорту 1950
48°12′13″ пн. ш. 16°25′22″ сх. д. / 48.2036° пн. ш. 16.4229° сх. д.
Чемпіонат Європи з водних видів спорту 1950, 7-й за ліком, тривав з 20 до 27 серпня 1950 року у Відні (Австрія). Розіграно нагороди з плавання (на довгій воді), стрибків у воду і водного поло (чоловіки).

## Таблиця медалей
*   Країна-господарка ( Австрія)
| Місце               | Країна              | Золото | Срібло | Бронза | Загалом |
| ------------------- | ------------------- | ------ | ------ | ------ | ------- |
| 1                   | Франція             | 4      | 6      | 2      | 12      |
| 2                   | Нідерланди          | 4      | 4      | 3      | 11      |
| 3                   | ФРН                 | 4      | 2      | 2      | 8       |
| 4                   | Швеція              | 2      | 2      | 2      | 6       |
| 5                   | Данія               | 1      | 1      | 4      | 6       |
| 6                   | Бельгія             | 1      | 0      | 0      | 1       |
| 7                   | Австрія*            | 0      | 1      | 0      | 1       |
| 8                   | Югославія           | 0      | 0      | 3      | 3       |
| Загалом (8 збірних) | Загалом (8 збірних) | 16     | 16     | 16     | 48      |

## Медальний залік

### Стрибки у воду
Змагання чоловіків
| Дисципліна    | Золото             | Золото | Срібло           | Срібло | Бронза                  | Бронза |
| ------------- | ------------------ | ------ | ---------------- | ------ | ----------------------- | ------ |
| Трамплін, 3 м | Ганс Адергольд ФРН | 183.68 | Гі Ернан Франція | 174.66 | Вернер Зобек ФРН        | 167.88 |
| Вишка, 10 м   | Ґюнтер Газе ФРН    | 158.13 | Вернер Зобек ФРН | 141.54 | Томас Хрістіансен Данія | 140.94 |

Змагання жінок
| Дисципліна    | Золото                 | Золото | Срібло                   | Срібло | Бронза                    | Бронза |
| ------------- | ---------------------- | ------ | ------------------------ | ------ | ------------------------- | ------ |
| Трамплін, 3 м | Мадлен Моро Франція    | 155.58 | Ніколь Пейїсар Франція   | 140.64 | Бірте Хрістофферсен Данія | 129.63 |
| Вишка, 10 м   | Ніколь Пейїсар Франція | 85.67  | Альма Штаудінґер Австрія | 82.38  | Бірте Хрістофферсен Данія | 82.31  |

### Плавання
Змагання чоловіків
| Дисципліна                      | Золото                                                              | Золото  | Срібло                                                      | Срібло  | Бронза                                                                 | Бронза  |
| ------------------------------- | ------------------------------------------------------------------- | ------- | ----------------------------------------------------------- | ------- | ---------------------------------------------------------------------- | ------- |
| 100 м вільним стилем            | Александр Жані Франція                                              | 57.7    | Єран Ларссон Швеція                                         | 59.4    | Йоріс Тьєббес Нідерланди                                               | 1:00.3  |
| 400 м вільним стилем            | Александр Жані Франція                                              | 4:48.0  | Жан Буато Франція                                           | 4:50.1  | Ганс-Ґюнтер Леманн ФРН                                                 | 4:51.2  |
| 1500 м вільним стилем           | Ганс-Ґюнтер Леманн ФРН                                              | 19:48.2 | Жан Буато Франція                                           | 19:48.4 | Жозеф Бернардо Франція                                                 | 20:06.7 |
| 100 м на спині                  | Єран Ларссон Швеція                                                 | 1:09.4  | Кес Ківіт Нідерланди                                        | 1:09.7  | Борис Шканата Югославія                                                | 1:10.8  |
| 200 м брасом                    | Герберт Кляйн ФРН                                                   | 2:38.6  | Моріс Люзьєн Франція                                        | 2:40.9  | Бенґт Раск Швеція                                                      | 2:43.8  |
| естафета 4×200 м вільним стилем | Швеція Торе Шуннергольм Пер-Улоф Естранд Олле Юганссон Єран Ларссон | 9:06.5  | Франція Віллі Бліош Жозеф Бернардо Жан Буато Александр Жані | 9:10.0  | Югославія Бранко Видович Андрей Квинць Мислав Стипетич Маріян Стипетич | 9:12.7  |

Змагання жінок
| Дисципліна                      | Золото                                                                               | Золото | Срібло                                                       | Срібло | Бронза                                                                     | Бронза |
| ------------------------------- | ------------------------------------------------------------------------------------ | ------ | ------------------------------------------------------------ | ------ | -------------------------------------------------------------------------- | ------ |
| 100 м вільним стилем            | Ірма Гейтінґ-Схумахер Нідерланди                                                     | 1:06.4 | Марі-Луїзе Лінссен-Вассен Нідерланди                         | 1:07.1 | Ґрета Андерсен Данія                                                       | 1:07.9 |
| 400 м вільним стилем            | Ґрета Андерсен Данія                                                                 | 5:30.9 | Ірма Гейтінґ-Схумахер Нідерланди                             | 5:31.2 | Колетт Тома Франція                                                        | 5:37.4 |
| 100 м на спині                  | Ріа ван дер Горст Нідерланди                                                         | 1:17.1 | Ґертруд Геррбрук ФРН                                         | 1:17.8 | Ґретьє Ґайллард Нідерланди                                                 | 1:17.9 |
| 200 м брасом                    | Раймонде Верґаувен Бельгія                                                           | 3:00.1 | Ліс Боннір Нідерланди                                        | 3:01.8 | Янні де Ґрот Нідерланди                                                    | 3:02.2 |
| естафета 4×100 м вільним стилем | Нідерланди Анс Массар Ганні Термелен Марі-Луїзе Лінссен-Вассен Ірма Гейтінґ-Схумахер | 4:33.9 | Данія Ґрета Ольсен Улла Мадсен Метте Петерсен Ґрета Андерсен | 4:43.1 | Швеція Маріанне Лундквіст Ґісела Тідгольм Інґеґард Фредін Елісабет Альґрен | 4:44.7 |

### Водне поло
| Дисципліна       | Золото     | Срібло | Бронза    |
| ---------------- | ---------- | ------ | --------- |
| чоловічий турнір | Нідерланди | Швеція | Югославія |